# 윤황선생 묘소일원
윤황선생 묘소일원은 대한민국 충청남도 논산시 노성면에 있는 문화재이다. 1992년 10월 28일 논산시의 향토문화유산 제11호로 지정되었다.

## 개요
윤황 선생은 선조5년(1572)에 태어나 선조30년(1597)에 장원급제, 봉상시정의 벼슬을 거쳐 동부승지, 이조참의 전주부윤을 지냈다. 1627년, 1636년의 양호란 때는 척화를 주장했다.벼슬은 대사성에 이르렀고, 탄핵으로 벼슬에서 물러나 노성에 은거하며 학문을 닦았으며 영의정에 추증되고 시호는 문정공으로 노강서원에서 제향하고 있다.

## 같이 보기
- 논산 노강서원 - 사적 제540호

## 참고 자료
- 윤황 선생 묘소 일원 - 논산시 문화관광